# Xivray-et-Marvoisin
Xivray-et-Marvoisin ist eine französische Gemeinde mit 116 Einwohnern (Stand 1. Januar 2022) im Département Meuse in der Region Grand Est. Sie gehört zum Arrondissement Commercy und zum Gemeindeverband Côtes de Meuse Woëvre.

## Geografie
Die Gemeinde Xivray-et-Marvoisin liegt im Südosten der Landschaft Woëvre, etwa 18 Kilometer östlich von Saint-Mihiel in einer flachen Mulde, die vom oberen Rupt de Mad und zahlreichen fächerförmig in den Rupt de Mad strömenden kleinen Nebenflüssen gebildet wird. Das 14,45 km² umfassende Gemeindegebiet ist sehr schwach reliefiert; die weithin sichtbare 377 m hohe Erhebung Butte de Montsec mit dem markanten Monument zum Gedenken an die Offensiven der amerikanischen Armee gegen Saint-Mihiel im Ersten Weltkrieg gehört schon zum nordwestlich liegenden Montsec. Zur Gemeinde, die aus dem Dorf Xivray und dem Weiler Marvoisin besteht, gehören teilweise oder vollständig die Stauweiher Étang de la Grande Croix, Étang de Joujoulieu und Étang de Wargévaux. Der Westen der Gemeinde ist bewaldet (Haute Charrière et Géréchamp), das übrige Areal besteht hauptsächlich aus Feuchtwiesen und Weideland.
Nachbargemeinden von Xivray-et-Marvoisin sind Montsec im Norden, Richecourt im Nordosten, Seicheprey im Osten, Rambucourt im Südosten, Bouconville-sur-Madt im Südwesten sowie Loupmont im Nordwesten. Die Ostgrenze der Gemeinde ist auch die Grenze zum Département Meurthe-et-Moselle.

## Geschichte
Die Gemeinde in ihrer heutigen Ausprägung entstand 1793 aus dem Zusammenschluss der Dörfer Xivray und Marvoisin. Die Ortschaft Xivray tauchte erstmals urkundlich im Jahr 1234 als Syvreium auf. Man nimmt an, dass sich der Ortsname vom gallorömischen Personennamen Severius ableitet.  Der Name entwickelte sich über Syvery (1292), Xivrey (1449), Xivreyum (1642), Sivray (1700), Xivraium (1746) und Sivray en Woëvre (1756) zur heutigen Schreibweise.
Bereits für 1106 ist der gallorömische Name Amarus-vicinus (übersetzt Ort der wehrhaften Nachbarn) überliefert, der sich über Mervezin (1292), Marvisin (1571) und Marvicinum (1749) zum heutigen Marvoisin entwickelte.
Beide Orte entstanden aus Bauernhöfen, deren Bewohner die feuchten Böden teilweise trockenlegten. Für mehrere Jahrhunderte dominierte aber die Viehzucht in beiden Dörfern.
Zu Beginn des 18. Jahrhunderts gehörten Xivray und Marvoisin zum Bistum Metz, bis 1572 waren sie dem Benediktiner-Kloster Gorze tributpflichtig. Einen Teil des Zehnten bekamen auch die Zisterziensermönche der Abtei Saint-Benoît-en-Woëvre. Bis zur Französischen Revolution war Xivray-et-Marvoisin auch Teil der Vogtei Saint-Mihiel. Zu den Besitzern der Ländereien in und um die Gemeinde zählten die Seigneuries de Mandres-aux-Quatre-Tours und die Seigneuries de Margadel.
1784 zerstörte ein Hochwasser die für den Weg von und nach Metz wichtige Brücke über den Rupt de Mad. Die letzten Adligen in Xivray-Marvoisin am Vorabend der Französischen Revolution waren die Familien de Bourgogne, de Margadel und de Niceville.
Die Bewohner von Xivray-Marvoisin erlebten die Revolution am 30. April 1790, als sie sich nach der Messe in der Kirche versammelten, um sich als Bürger registrieren zu lassen, wie dies überall im Herzogtum Bar geschah. Diese Registrierung war zugleich die erste Volkszählung. In der Gemeinde gab es damals unter anderem 21 Soldaten, 17 Arbeiter, sieben Leineweber, jeweils drei Stellmacher und Wächter sowie zwei Schuster. Des Weiteren gab es je einen Zöllner, Zimmermann, Köhler, Gärtner, Händler, Tischler, Lehrer und Schneider.

### Bevölkerungsentwicklung
Mit 116 Einwohnern (1. Januar 2022) gehört Xivray-et-Marvoisin zu den kleinen Gemeinden des Departements Meuse. Nachdem die Einwohnerzahl in der ersten Hälfte des 19. Jahrhunderts noch zwischen 400 und 550 lag, nahm die Zahl durch die beiden Weltkriege und den Niedergang der Textilindustrie weiter stetig ab. Der negative Trend setzte sich mangels Arbeitsmöglichkeiten und der daraus folgenden Abwanderung auch nach 1945 fort und hält bis heute an.
| Jahr      | 1962 | 1968 | 1975 | 1982 | 1990 | 1999 | 2006 | 2015 | 2022 |
| Einwohner | 180  | 130  | 115  | 94   | 103  | 108  | 81   | 97   | 116  |

Im Jahr 1836 wurde mit 540 Bewohnern die bisher höchste Einwohnerzahl ermittelt. Die Zahlen basieren auf den Daten von cassini.ehess und INSEE.

## Sehenswürdigkeiten

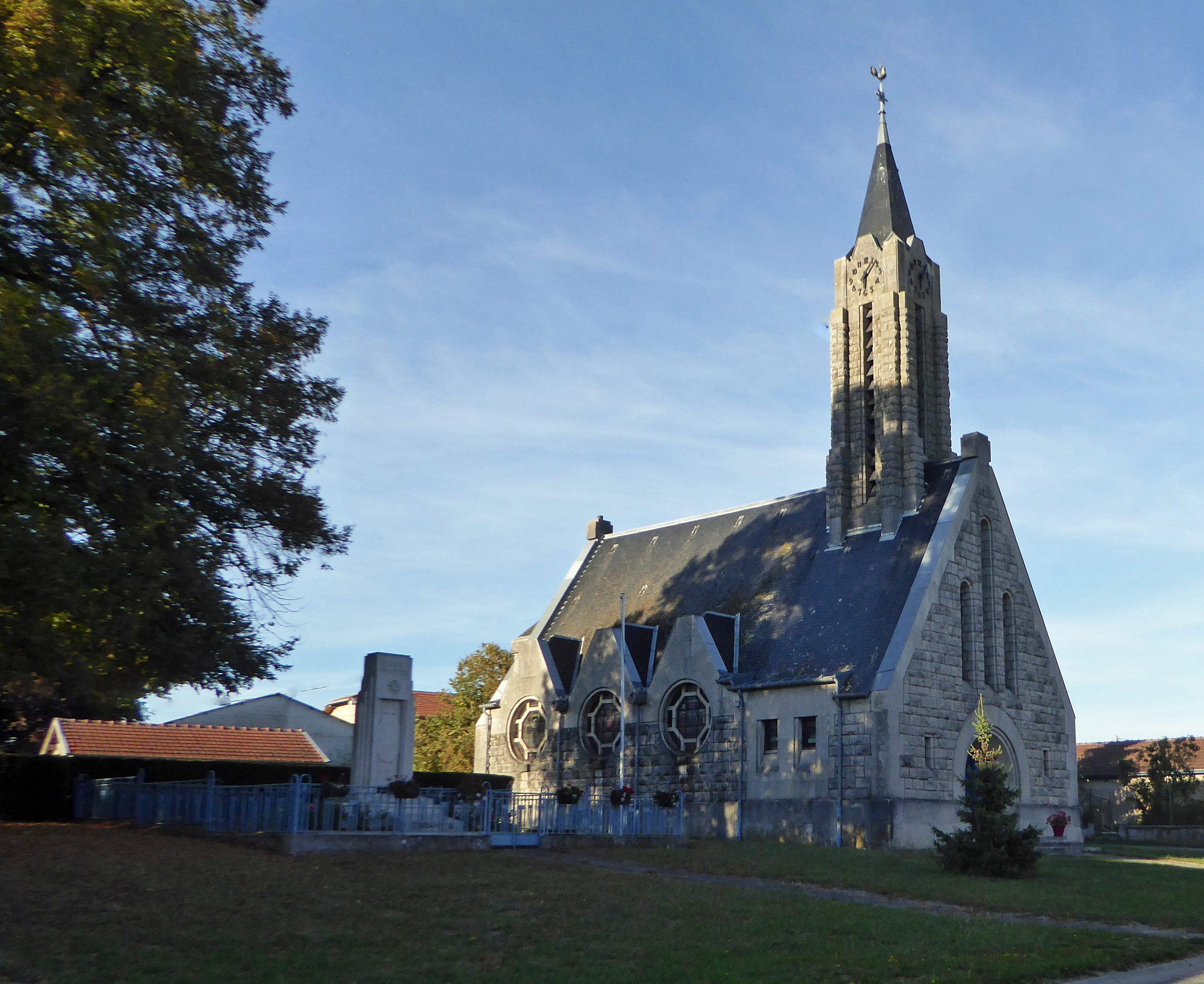
Kirche Saint-Remi

- Kirche St. Remigius (Église Saint-Remi) aus dem 18. Jahrhundert, im Jahr 1900 restauriert

## Wirtschaft und Infrastruktur
Seit dem ausgehenden Mittelalter bestimmt die Landwirtschaft das Bild der Gemeinde Xivray-Marvoisin. In der Gemeinde sind zwölf Landwirtschaftsbetriebe ansässig (Getreideanbau, Stein- und Kernobstproduktion, Milchviehhaltung, Pferde- und Rinderzucht). Handel und Kleingewerbe sind von lokaler Bedeutung. Im 19. Jahrhundert war Xivray-Marvoisin ein wichtiges Zentrum der Herstellung von Strickwaren, insbesondere der Strumpfwirkerei. Das letzte Unternehmen dieser Art – Bullot Cornuel – verlegte die Strumpfproduktion zu Beginn des 20. Jahrhunderts nach Troyes, das 1924 ein eigenes Arbeiterviertel bekam. 1970 schloss das Unternehmen seine Pforten. Viele Erwerbstätige sind heute Pendler, die in den Städten an Maas und Mosel ihrer Arbeit nachgehen.
Die Gemeinde liegt abseits der überregional wichtigen Verkehrslinien. Durch Xivray-Marvoisin führt die Hauptstraße D33 aus Richtung Commercy nach Thiaucourt-Regniéville. Der nächste Anschluss an die Autobahn A31 befindet sich in einer Entfernung von ungefähr 35 Kilometern. Eine weitere Straßenverbindung besteht nach Rambucourt. Die zweigleisige Bahnlinie von Lérouville nach Metz, die den Südosten der Gemeinde streift, spielt nur noch eine untergeordnete Rolle im Güterverkehr. Der nächste Bahnhalt befindet sich an der Eisenbahnlinie Paris – Strasbourg im 38 Kilometer entfernten Bahnhof Lorraine TGV.

## Persönlichkeiten
- Jean Bouin (1888–1914), französischer Leichtathlet, starb in Xivray

## Belege
1. ↑  Statistik auf cassini.ehess.fr (französisch)
2. ↑  Geschichte auf xivray.jimdo.com (französisch)
3. ↑  Statistik auf ehess/cassini/fr
4. ↑  Xivray-et-Marvoisin auf cassini.ehess
5. ↑  Xivray-et-Marvoisin auf INSEE
6. ↑  Landwirtschaftsbetriebe auf annuaire-mairie.fr
7. ↑  Textilindustrie in Xivray (französisch)